# Wyspy Dziewicze Stanów Zjednoczonych na Letnich Igrzyskach Olimpijskich 2020
Wyspy Dziewicze Stanów Zjednoczonych na Letnich Igrzyskach Olimpijskich 2020 – występ kadry sportowców reprezentujących Wyspy Dziewicze Stanów Zjednoczonych na igrzyskach olimpijskich, które odbyły się w Tokio w Japonii, w dniach 23 lipca - 8 sierpnia 2021 roku.
Reprezentacja Wysp Dziewiczych Stanów Zjednoczonych liczyła czworo zawodników - trzech mężczyzn i jedną kobietę, którzy wystąpili w 3 dyscyplinach.
Był to trzynasty start tego terytorium zależnego na letnich igrzyskach olimpijskich.

## Reprezentanci

### Lekkoatletyka
| Zawodnik     | Konkurencja        | Eliminacje | Eliminacje | Półfinał | Półfinał | Finał | Finał   |
| Zawodnik     | Konkurencja        | Czas       | Miejsce    | Czas     | Miejsce  | Czas  | Miejsce |
| ------------ | ------------------ | ---------- | ---------- | -------- | -------- | ----- | ------- |
| Eddie Lovett | 110 m ppł mężczyzn | 14,17 (SB) | 37.        | NQ       | NQ       | NQ    | NQ      |

### Łucznictwo
| Zawodnik         | Konkurencja             | Runda rankingowa | Runda rankingowa | 1/32             | 1/16             | 1/8              | Ćwierćfinał      | Półfinał         | Finał/BM         | Finał/BM |
| Zawodnik         | Konkurencja             | Wynik            | Pozycja          | Przeciwnik Wynik | Przeciwnik Wynik | Przeciwnik Wynik | Przeciwnik Wynik | Przeciwnik Wynik | Przeciwnik Wynik | Miejsce  |
| ---------------- | ----------------------- | ---------------- | ---------------- | ---------------- | ---------------- | ---------------- | ---------------- | ---------------- | ---------------- | -------- |
| Nicholas D'Amour | mężczyźni indywidualnie | 660              | 23.              | Tyack P 5–6      | NQ               | NQ               | NQ               | NQ               | NQ               | NQ       |

### Pływanie
Mężczyźni
| Zawodnik     | Konkurencja      | Eliminacje | Eliminacje | Półfinał | Półfinał | Finał | Finał   |
| Zawodnik     | Konkurencja      | Czas       | Miejsce    | Czas     | Miejsce  | Czas  | Miejsce |
| ------------ | ---------------- | ---------- | ---------- | -------- | -------- | ----- | ------- |
| Adriel Sanes | 100 m klasycznym | 1:02,43    | 42.        | NQ       | NQ       | NQ    | NQ      |
| Adriel Sanes | 200 m klasycznym | 2:16,87    | 33.        | NQ       | NQ       | NQ    | NQ      |

Kobiety
| Zawodniczka     | Konkurencja    | Eliminacje | Eliminacje | Finał | Finał   |
| Zawodniczka     | Konkurencja    | Czas       | Miejsce    | Czas  | Miejsce |
| --------------- | -------------- | ---------- | ---------- | ----- | ------- |
| Natalia Kuipers | 400 m dowolnym | 4:39,42    | 26.        | NQ    | NQ      |